# 1588 en science
| Années de la science : 1585 - 1586 - 1587 - 1588 - 1589 - 1590 - 1591    |
| Décennies de la science : 1550 - 1560 - 1570 - 1580 - 1590 - 1600 - 1610 |

Cet article présente les faits marquants de l'année 1588 en science.

## Événements
- Timothy Bright publie à Londres le premier traité d'écriture abrégée (sténographie)[1].

## Publications
- Tycho Brahe : De mundi aetheri recentioribus phaenomenis, 1588, Uranieborg.
- Timothy Bright : Characterie; An Arte of Shorte, Swifte and Secrete Writing by Character. Un système de sténographie.
- Joachim Camerarius le Jeune : Hortus medicus, 1588
- Louis Duret : Interprétationes et enerrationes in magni Hippocratis coacas prœnotiones, gr. lat., Paris, 1588.
- Anutius Foesius : Œconomia Hippocratis, alphabeti série distincta, Francfort, 1588, commentaire sur les mots obscurs d'Hippocrate.
- Giovanni Paolo Gallucci : Theatrum Mundi et Temporis (1588), atlas d'étoiles.
- Thomas Muffet : Nosomantica Hippocratea.
- Julien Le Paulmier : De vino et pomaceo. Libri Duo. 1588, in-8°. Paris, Guillelmum Auvray, 1588.
- Agostino Ramelli : Le diverse et artificiose Machine… Dal Ponte Della Tresia Ingegniero del Christianissimo Re di Francia et di Pollonia. Composte in Lingua Italiana et Francese.. Paris, édité chez l'auteur, 1588, traité de mécanique.

## Naissances

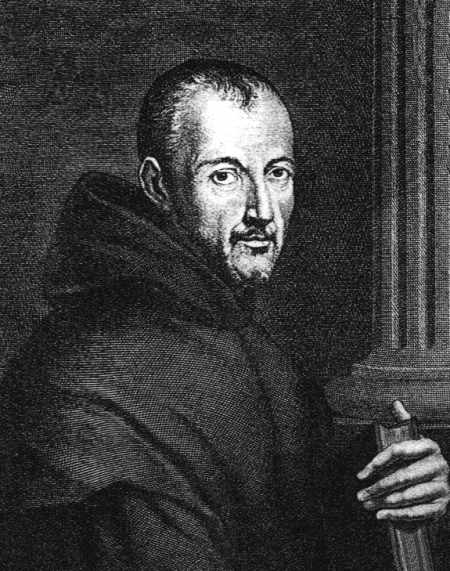
Marin Mersenne

- 13 mai : Ole Worm (mort en 1654), médecin et collectionneur danois.
- 8 septembre : Marin Mersenne (mort en 1648), religieux français, érudit, mathématicien et philosophe.
- 10 décembre : Isaac Beeckman (mort en 1637),  mathématicien, physicien, médecin et philosophe néerlandais.

- Jean-Jacques Chifflet (mort en 1660), médecin, antiquaire et archéologue français.

## Décès
- 1er mars : Jacques Daléchamps (né en 1513), médecin, botaniste, philologue, et naturaliste français.
- 10 mars : Theodor Zwinger (né en 1533), savant et médecin suisse.
- Décembre : Julien Le Paulmier (né en 1520), médecin français.

- Leonardo Fioravanti (né vers 1517), médecin italien.
- Juan Huarte (né vers 1530), médecin et philosophe espagnol.
- Jacques Le Moyne de Morgues (né vers 1533), cartographe et illustrateur français.
- Thomas Penny (né vers 1532), médecin et naturaliste britannique.